# Guy Bugault
Guy Bugault , né le 7 juillet 1917 à Saint-Coulomb (Ille-et-Vilaine) et mort le 27 octobre 2002 au Raincy,,  est un spécialiste de philosophie indienne et de philosophie comparée et un traducteur français. 
Professeur à l'université de Paris-Sorbonne, il se consacra surtout à l'étude du bouddhisme. Il était membre de la Société asiatique et de l'Association française pour les études sanskrites. En 2002, paraissait à titre posthume sa traduction des Stances du milieu par excellence de Nāgārjuna.

## Publications
- La Notion de "prajñā" ou de sapience selon les perspectives du "Mahāyāna". Part de la connaissance et de l'inconnaissance dans l'anagogie bouddhique, Paris, E. de Boccard, 1968.
- L'Inde pense-t-elle ?, Paris, Presses universitaires de France, 1994.
- (éd., présentation, traduction et notes), Stances du milieu par excellence de Nāgārjuna, Paris, Gallimard, 2002.